# 21685 Francomallia
21685 Francomallia este un asteroid din centura principală de asteroizi.

## Descriere
21685 Francomallia este un asteroid din centura principală de asteroizi. A fost descoperit pe 11 septembrie 1999 la Ceccano de Gianluca Masi. Asteroidul prezintă o orbită caracterizată de o semiaxă mare de 2,89 ua, o excentricitate de 0,07 și o înclinație de 1,0° în raport cu ecliptica.